# Kloster St. Ursula (Aarau)

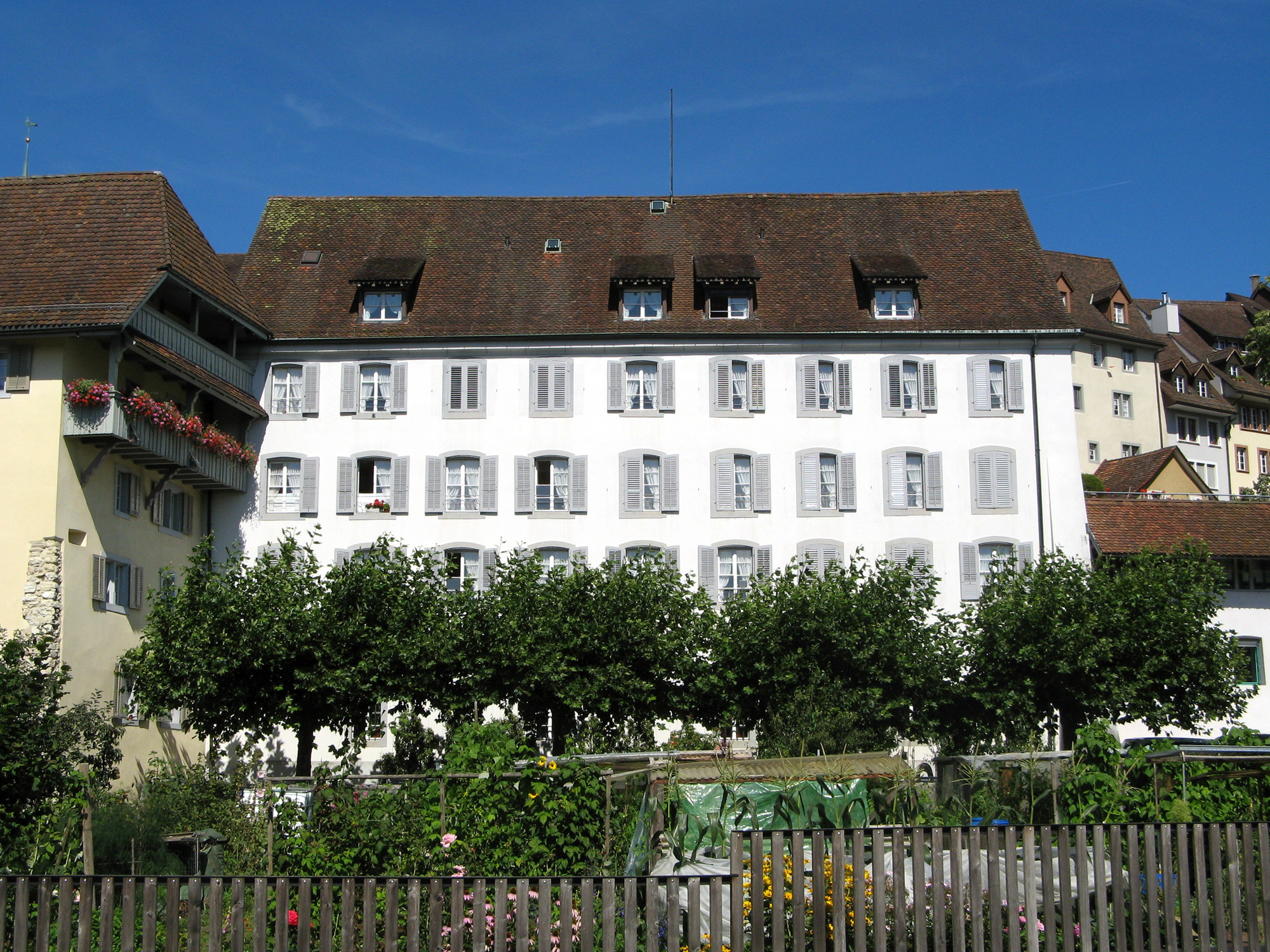
Ehemaliges Kloster St. Ursula

Das Kloster St. Ursula ist ein ehemaliges Kloster in Aarau. Dessen Gebäude befindet sich am westlichen Rand der Altstadt an der Golattenmattgasse 37. Das Kloster wurde 1270 als Frauenstift gegründet und 1528 als Folge der Reformation aufgehoben. Danach diente es als Lateinschule, Lebensmittellager und Fabrik. Heute beherbergt das Gebäude ein Altersheim.

## Geschichte
Die Gründung des Klosters ist in einer auf den 26. Februar 1270 (Aschermittwoch) datierten Urkunde belegt. Die Stadt schenkte damals den Bauplatz, versprach Schutz und gewährte Steuerfreiheit. Bei der Neugründung handelte es sich um einen Ableger des Damenstiftes Schänis im Gasterland. Die Beginen lebten nach den Ordensregeln der Dominikaner. 1271 erlaubte Eberhard II. von Waldburg, der Bischof von Konstanz, die Errichtung einer Kapelle. 1340 wurde die Schwesternschaft von Bischof Nikolaus von Frauenfeld formell der geistlichen Leitung des Predigerklosters in Zürich unterstellt. Vor 1471 endete diese Verbindung: Nachdem zuvor bereits der Pfarrer von Gränichen die Schwestern betreut hatte, ernannte Bischof Hermann III. von Breitenlandenberg in diesem Jahr den Aarauer Dekan zum direkt dem Bistum unterstellten Vikar.
Die 1528 eingeführte Reformation hatte die Aufhebung des Klosters zur Folge. Im ehemaligen Klostergebäude war von 1535 bis 1680 und wieder von 1686 bis 1692 die städtische Lateinschule untergebracht, mitsamt Wohnungen für die Lehrer. Ab 1604 gab es darin auch eine Kornschütte, nach der Erhöhung des Dachstuhls im Jahr 1618 zusätzlich zwei Fruchtschütten. Im 18. Jahrhundert diente das Klostergebäude als Spital, Alters- und Armenheim. 1783 erwarb Johann Rudolf Meyer die gesamte Liegenschaft. Vier Jahre später betrieb er darin eine Seidenbandfabrik, wozu auch ein Warenlager gehörte. Hauptmann Emanuel Hunziker kaufte Meyer 1812 die Liegenschaft ab.
1852 gelangte das Klostergebäude erneut in den Besitz der Stadt, die darin wieder ein Alters- und Armenasyl einrichtete. 1958 erfolgte eine umfassende Erneuerung, um den Pflegebetrieb modernisieren zu können. Dabei wurde das «Altersheim Golatti» um drei Häuser in der angrenzenden Milchgasse erweitert.

## Gebäude
Das Klostergebäude befindet sich am westlichen Rand der Altstadt, unweit der Stadtkirche. Es bildet den Abschluss der Häuserreihe an der Halde, wie die am Fuss des Felskopfes gelegene Unterstadt genannt wird. Das Gebäude präsentiert sich im Zustand des späten 18. Jahrhunderts, als Johann Rudolf Meyer es komplett umbauen liess. An der Ostseite schliesst sich rechtwinklig der frühere Kapellentrakt an. Aus dem Mittelalter erhalten geblieben ist der Unterbau eines Rundturmes, Pulver- oder Storchennestturm genannt. Er gehörte zur Stadtbefestigung und bildete die Südwestecke des einst untermauerten, terrassenartigen Klostergartens.